# Cultura de Montboló
La cultura de Montoboló va ser una cultura postcardial que es va estendre pel departament dels Pirineus-Orientals i les províncies de Girona i Barcelona entre el 4700 aC i el 3800 aC.
La fàcies Montboló va rebre influències epicardials (com la decoració de cordons llisos), mentre que de la Cultura de Chassey hauria pres les decoracions incises i les nanses tubulars; són característiques de l'estil Montoboló les ceràmiques polides sense decoració, les nanses tuneliformes, i la decoració de cordó en forma de bigotis.
Es coneixen habitacions o poblats com el de Plansallosa-II (Vall de Llierca), Vinya del Regalat (Castellar del Vallès), Ca n'Isach (Pau), La Dou (Vall d'en Bas), etc. També es van fer servir coves com a habitatges i/o magatzems: Can Sadurní (Begues), Montou (Corbera de les Cabanes), Les Grioteres (Vilanova de Sau)...
Aquest tipus ceràmic es troba en inhumacions col·lectives en cova, que es diferencien de les anteriors inhumacions individuals d'época cardial: La Balma (Montboló), Puig de Nou I (Albanyà), El Toll (Moià), L’Avellaner (Les Planes d’Hòstoles), El Pasteral (La Cellera de Ter), Mariver de Martís (Esponellà), La Cauna (Bellestar de la Frontera), La Guineu (Font-Rubí), La Font del Molinot (Pontons), etc.
La fàcies Montoboló es vincula amb les primeres construccions megalítiques (ja que abans no hi havia cap tradició de construir recintes funeraris amb pedres): Camp del Ginebre (Caramany), Tavertet (cistes envoltades per un túmul de rocs), Vilanera (L'Escala), i també la cista enterrada La Bassa (La Bisbal de l'Empordà).

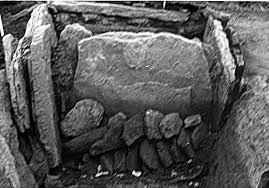
Cista neolítica amb túmul que forma part del jaciment de St. Corneli, Tavertet (Osona)

## Definició geogràfica
Es va estendre pel departament dels Pirineus-Orientals i les províncies de Girona i Barcelona; el límit septentrional el defineix la cultura de Chassey, el límit meridional no es pot delinear ja que entre els rius Gaià i Llobregat s'encavalcava amb la tradició ceràmica Molinot. Cap a l'oest (Bages, Solsonès, Ripollès i Berguedà) queda una zona de difícil assignació fins a arribar al territori del Juberrià (estés per la Cerdanya, Alt Urgell, Andorra i el departament de l'Arieja), grup diferenciat per certes característiques com les nanses amb nervis llisos laterals (que en certa manera recorden unes celles), l'ús de punxons d'esquist (d'origen local), o l'afegit a les nanses d'un apèndix o prolongació per a facilitar la subjecció. L'ús de cistes funeràries com la Tomba de Segudet (Ordino) és una característica que haurien compartit amdues cultures.